# Svetlana Bazhánova
Svetlana Valérievna Bazhánova –en ruso, Светлана Валерьевна Бажанова– (Cheliábinsk, URSS, 1 de diciembre de 1972) es una deportista rusa que compitió en patinaje de velocidad sobre hielo. Está casada con el patinador Vadim Sayutin.
Participó en tres Juegos Olímpicos de Invierno, entre los años 1992 y 1998, obteniendo una medalla de oro en Lillehammer 1994, en la prueba de 3000 m. Ganó tres medallas en el Campeonato Europeo de Patinaje de Velocidad sobre Hielo entre los años 1993 y 1998.

## Palmarés internacional
| Juegos Olímpicos   | Juegos Olímpicos          | Juegos Olímpicos  | Juegos Olímpicos      |
| Año                | Lugar                     | Medalla           | Prueba                |
| ------------------ | ------------------------- | ----------------- | --------------------- |
| 1994               | Lillehammer (Noruega)     | Medalla de oro    | 3000 m                |
| Campeonato Europeo |                           |                   |                       |
| Año                | Lugar                     | Medalla           | Prueba                |
| 1993               | Heerenveen (Países Bajos) | Medalla de bronce | Clasificación general |
| 1994               | Hamar (Noruega)           | Medalla de plata  | Clasificación general |
| 1998               | Helsinki (Finlandia)      | Medalla de bronce | Clasificación general |